# СКА-Орбита
«СКА-Орбита» (укр. СКА-Орбіта) — украинский футбольный клуб из Львова. Проводил домашние матчи на стадионе СКА

## История
Клуб был основан в 2000 году. Президентом стал футбольный тренер и администратор, много лет проработавший в структуре западноукраинских клубов, Анатолий Тищенко. В первый год своего существования команда сумела выиграть бронзовые награды чемпионата Львовской области. Также, в том же году, клуб, объединившись с бориславским «Нефтяником» под названием «Нефтяник-СКА-Орбита», принял участие в чемпионате Украины среди любителей, в котором дошёл до полуфинального турнира и в матче за третье место уступил «Ковелю». Следующий любительский чемпионат команда начала уже называясь «СКА-Орбита», однако до конца турнир она не доиграла, в связи с тем, что было принято решение заявиться для участия во второй лиге Украины
Первый матч на профессиональном уровне клуб провел 22 июля 2001 года, на львовском стадионе «Сокол» сыграв вничью со счётом 0:0 со львовским «Динамо». В течение всего профессионального периода главным тренером команды был Роман Деркач. В дебютном своём сезоне во второй лиге (который оказался единственным) команда демонстрировала посредственные результаты, закончив первый круг на 12-м месте в турнирной таблице. По итогам сезона команда оказалась тринадцатой из девятнадцати коллективов. Для участия в следующем чемпионате клуб уже не заявлялся

## Статистика
| Сезон   | Дивизион            | Место в чемпионате | И  | В | Н  | П  | ГЗ | ГП | О  | Кубок Украины |
| ------- | ------------------- | ------------------ | -- | - | -- | -- | -- | -- | -- | ------------- |
| 2001/02 | Вторая лига Украины | 13 из 19           | 36 | 8 | 15 | 13 | 30 | 40 | 39 | Не участвовал |